# Ga Ungilsan
Ga Ungilsan là ga trên Tuyến Jungang ở Namyangju.

## Bố trí ga
| ↑ Paldang       |
| ４３ \| ２１ \| |
| Yangsu ↓        |

| 1·2 | ● Tuyến Gyeongui–Jungang | → Hướng đi Jipyeong → |
| 3·4 | ● Tuyến Gyeongui–Jungang | ← Hướng đi Munsan     |